# Obersiebenbrunn
Obersiebenbrunn è un comune austriaco di 1 690 abitanti nel distretto di Gänserndorf, in Bassa Austria; ha lo status di comune mercato (Marktgemeinde).